# Miloš Mijalković
Miloš Mijalković (cyr. Милош Мијалковић ;ur. 5 kwietnia 1978) – serbski judoka, reprezentujący także Jugosławię, Serbię z Czarnogórą. Olimpijczyk z Aten 2004, gdzie odpadł w eliminacjach w wadze półlekkiej.
Piąty na mistrzostwach świata w 2003; uczestnik zawodów w 1997, 1999, 2001, 2005, 2007, 2009, 2010 i 2011. Startował w Pucharze Świata w latach: 1996-2003, 2007, 2008, 2010 i 2011. Wicemistrz Europy w 2007 i piąty w 2001. Wygrał igrzyska śródziemnomorskie w 2005 i 2009; drugi w 2001. Brązowy medalista Uniwersjady w 2001. Triumfator akademickich MŚ w 2002 roku.

## Letnie Igrzyska Olimpijskie 2004
| Konkurencja | Eliminacje              | Eliminacje                     | Klas. końcowa |
| Konkurencja | Przeciwnik I            | Przeciwnik II                  | Miejsce       |
| ----------- | ----------------------- | ------------------------------ | ------------- |
| 66 kg       | Murat Kalikulov (UZB) Z | Muratbiek Kypszakbajew (KAZ) P | 2 runda       |